# Vassens
Vassens ist eine französische Gemeinde mit 171 Einwohnern (Stand: 1. Januar 2022) im Département Aisne in der Region Hauts-de-France (frühere Region: Picardie). Sie gehört zum Arrondissement Soissons und ist Teil des Kantons Vic-sur-Aisne und des Gemeindeverbands Communauté de communes Retz en Valois. Die Gemeinde ist mit Wirkung vom 1. Januar 2017 vom Arrondissement Laon in das Arrondissement Soissons gewechselt. Sie ist Trägerin der Auszeichnung Croix de guerre 1914–1918.

## Geographie
Die Gemeinde mit den Ortsteilen Le Mesnil, Vézin und Le Pont liegt am Bach Ru de Vassens, an der Grenze zum Département Oise zwischen Noyon und Soissons. Nachbargemeinden von Vassens sind Blérancourt und Saint-Aubin im Norden, Selens im Nordosten, Morsain im Osten, das im Département Oise gelegene Autrêches im Süden und Audignicourt im Westen.

## Bevölkerungsentwicklung
| Jahr                       | 1962 | 1968 | 1975 | 1982 | 1990 | 1999 | 2006 | 2016 | 2022 |
| Einwohner                  | 169  | 138  | 110  | 91   | 105  | 126  | 159  | 157  | 171  |
| Quellen: Cassini und INSEE |      |      |      |      |      |      |      |      |      |

## Sehenswürdigkeiten
- Kirche Sainte-Geneviève

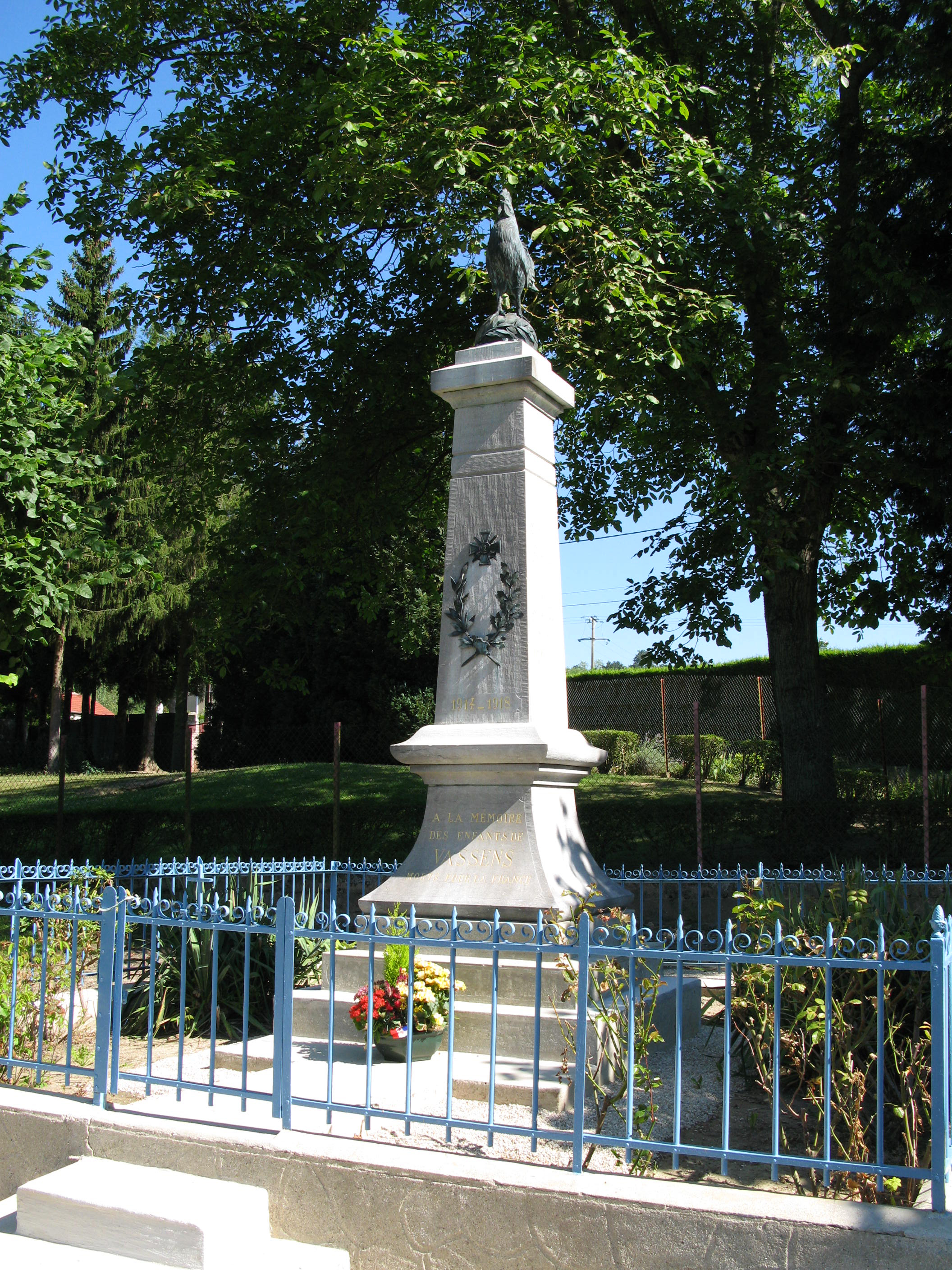
Gefallenendenkmal